# Ácido 2-clorobenzoico
El ácido 2-clorobenzoico es un simple compuesto orgánico que se puede utilizar como un bloque de construcción químico. Se puede sintetizar por la oxidación de 2-clorotolueno con permanganato de potasio.
Se puede sintetizar por diazotación. De ello se deduce reacción de Sandmeyer.
Es irritante para el sistema respiratorio y los ojos.